# آن دختر کیست؟ (فیلم ۱۹۸۷)
آن دختر کیست؟ (به انگلیسی: Who's That Girl) فیلمی محصول سال ۱۹۸۷ و به کارگردانی جیمز فولی است. در این فیلم بازیگرانی همچون مدونا، گریفین دان، هویلند موریس، جان مک‌مارتین، جان میلز، بیبی بچ، دنیس بارکلی، کارن دایان بالدوین، رن تیلور، استنلی توچی و آلبرت پاپول ایفای نقش کرده‌اند.